# Dampierstraße (Westpapua)
Die Dampierstraße (indonesisch Selat Dampier) ist eine Meeresenge zwischen den Inseln Neuguinea, Batanta und Salawati im Süden und Waigeo und Gam im Norden. Sie verbindet die Halmaherasee im Westen mit dem offenen Pazifik im Osten.

## Geographie
Die Dampierstraße führt durch den indonesischen Archipel von Raja Ampat (Provinz Papua Barat Daya). Zwischen den Inseln Batanta und Gam liegen mehrere Inseln. Die größte davon ist die schmale Insel Mansuar. An ihrer östlichen Spitze liegen die Inseln Kri und Koh. Nordwestlich liegt Arborek. Südlich von Mansuar befinden sich die Augustainsel, die Duiveninsel, Djerief und die Mainsfieldinseln. Am westlichen Ende der Straße liegen die Woodfordriffe und die Faminseln. Weitere kleine Inseln liegen nahe der Küste der Hauptinseln.